# Arthur Friedheim

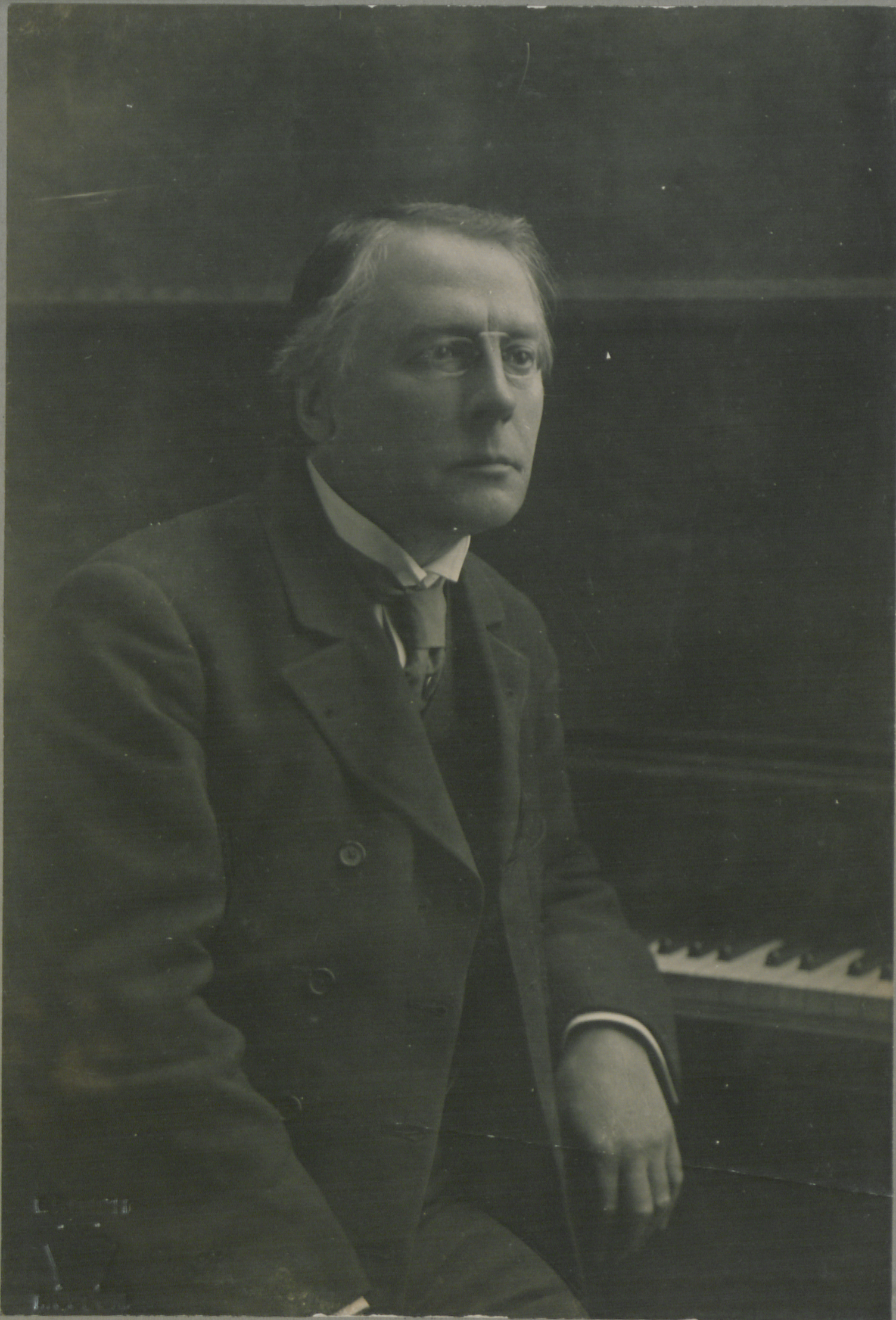
Friedheim

Arthur Friedheim (Russisch: Артур Фридхайм) (Sint-Petersburg, 26 oktober 1859 - New York, 19 oktober 1932) was een Russische pianist en een van Franz Liszts beste leerlingen. Een van zijn studenten was Rildia Bee O'Bryan Cliburn, de moeder van pianovirtuoos Van Cliburn.

## Biografie
Friedheim werd geboren in de Russische stad genaamd Sint-Petersburg in 1859. Hij begon piano serieus te nemen op achtjarige leeftijd. Later studeerde hij gedurende een jaar met de pianist en componist Anton Rubinstein. Al gauw ging hij over naar een andere leerkracht omwille van de ongestructureerde aanpak van Rubinstein. Hij ging namelijk naar Franz Liszt.
Eerst hield Liszt niet van het pianospel van Friedheim, maar hij erkende wel zijn markante stijl. Harold Charles Schonberg beweerde in zijn boek The Great Pianists (letterlijk: De Grootse Pianisten) dat een andere reden waarom Liszt weifelde over de gedachte om Friedheim les te geven was dat hij les had gekregen van Rubinstein, iemand waar Liszt niet dol van was. Friedheim moest verscheidene keren spelen voordat hij leerling werd in 1880. Na enige tijd werd Liszt zo gesteld op Friedheim dat hij hem tot secretaris maakte. Friedheim was zo gesteld op Liszt dat hij veel van zijn muzikale karaktertrekken overnam. Friedheim kreeg ook ervaring door te dirigeren in theaters en operahuizen in Duitsland.
- Bibsys: 12026260
- Bibliothèque nationale de France: cb148022949 (data)
- Catàleg d'autoritats de noms i títols de Catalunya: 981058528216006706
- CiNii: DA03506243
- Gemeinsame Normdatei: 116796170
- International Standard Name Identifier: 0000 0000 8374 5702
- Library of Congress Control Number: n85120543
- Nationale Bibliotheek van Letland: 000351073
- MusicBrainz: 2a2d33bb-acc2-4ff0-bf80-87fb37477eb8
- Nationale Bibliotheek van Israël: 987007285261405171
- SNAC: w6mw32dq
- Système universitaire de documentation: 080007317
- Virtual International Authority File: 39641435
- WorldCat: E39PBJfRxbxrM6gTVGGdtWdCwC